# Temple protestant de Millau
Le temple protestant de Millau est un édifice religieux situé rue du temple à Millau, commune de l'Aveyron. La paroisse est membre de l'Église protestante unie de France.

## Histoire
En 1558, la Réforme protestante apparait dans la province de Rouergue, à Millau et Villefranche-de-Rouergue. Les idées se diffusent chez les notables lettrés, et en particulier les marchands drapiers, qui fréquentent les foires du Languedoc. Millau devient une place forte protestante pendant les guerres de Religion. En février 1573 est fondée à l'Assemblée de Millau une Union des provinces réformées, tentative de formation d'un État huguenot.
Les huguenots se réunissent dans l'église catholique paroissiale, l'église Saint-Martin de Millau, puis à partir de janvier 1566 dans le premier temple, dans l'actuelle rue du prêche.
Le temple est construit au cours des années 1870 dans un style néoroman sur les plans de l'architecte montpelliérain Louis-Alphonse Corvetto. L’édifice est achevé en juin 1875. 
L'orgue est inauguré à Pâques 1881, fabriqué par le facteur d'orgues Thiébaut Maucourt. Il est installé au-dessus d’une tribune et de la chaire.
L'édifice est propriété de la Mairie affecté au culte Protestant. Le culte à lieu tous les dimanches à 10h.
Le temple est inscrit au titre des monuments historiques par arrêté du 20 mai 2015.

## Patrimoine

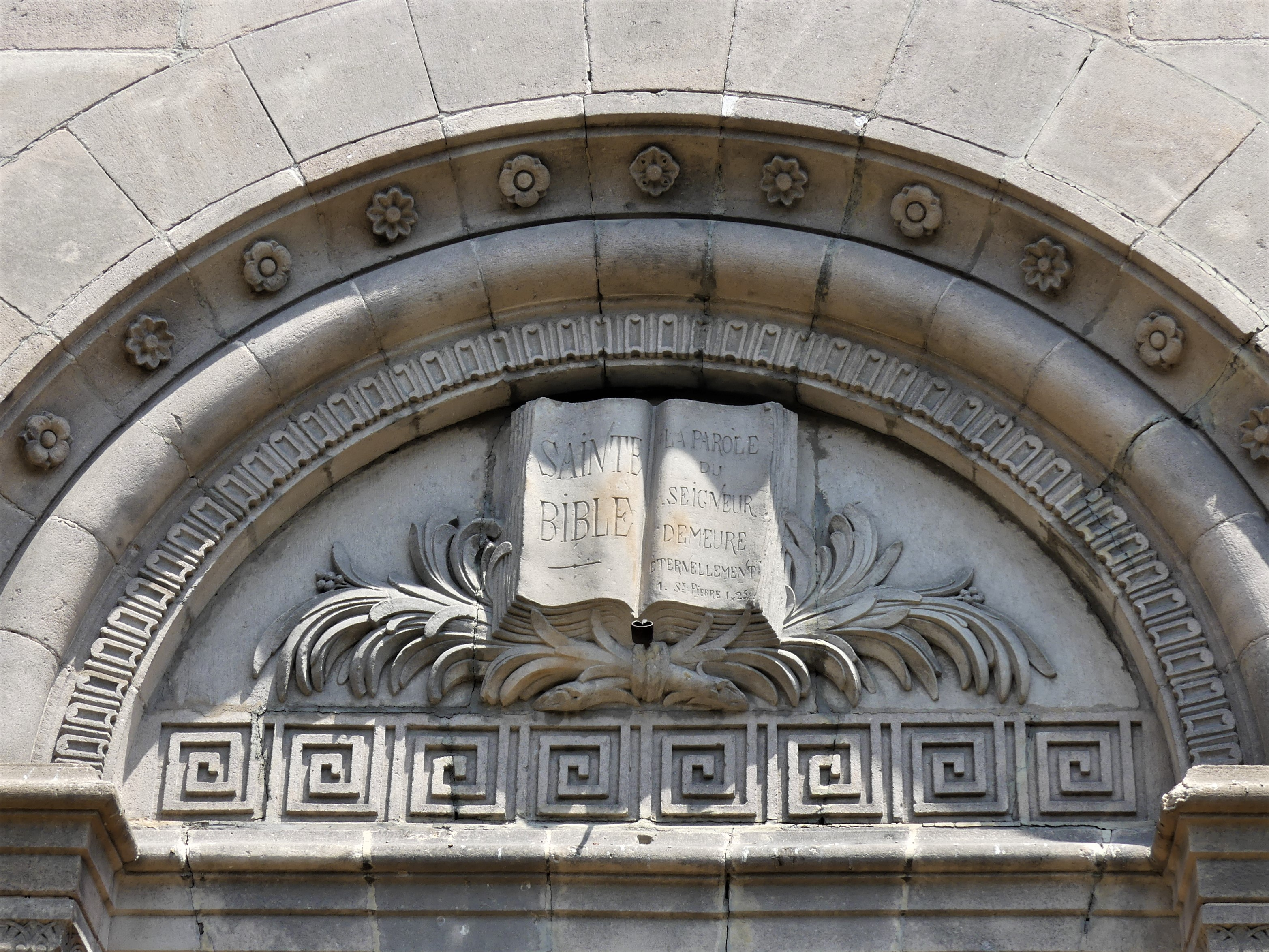
Le tympan du portail.

Le temple adopte l'architecture classique d'une nef avec collatéraux couverte d’une voûte en plein cintre. Il est  éclairée  de  baie  en  plein  cintre  aux  vitraux  ornés  de  motifs géométriques et floraux.
Sur le tympan  en  plein  cintre  figure la Bible, reposant sur des palmes et une frise grecque, avec sur la page de gauche « Sainte Bible » et sur la page de droite « La parole du Seigneur demeure éternellement. St Pierre 1 x 25 »